# Allbank
Die Allgemeine Privatkundenbank AG, in der Öffentlichkeit unter dem Namen Allbank aufgetreten, war eine deutsche Privatbank mit Sitz in Hannover.
Die Allbank war eine reine Privatkundenbank und hatte bundesweit bis zu 120 Filialen. 
Die Bank ist im Jahr 1950 unter dem Namen Niedersächsische Kundenkredit GmbH in Hannover entstanden. 1957 wurde die Bank in eine Aktiengesellschaft umgewandelt. In den folgenden Jahren firmierte die Bank unter dem Namen Norddeutsche Kundenkreditbank Aktiengesellschaft (NKK Bank). 
1983 wurde die NKK Bank AG mit der WKV Waren-Kredit-Bank GmbH Hannover und Berlin sowie der WKV Kredit-Bank GmbH Frankfurt zur Allbank fusioniert. Die Allbank kam dann im Rahmen der Expansion der Berliner Bank in den Einflussbereich der späteren Bankgesellschaft Berlin.
Tochterinstitute und Niederlassungen waren die DSK Deutsche Spar- und Kreditbank AG in München (Eingliederung 1995), die Allkredit in Düsseldorf und die Bank GiroTel (1999 verkauft an die ING Diba).
2003 wurden 99,82 % der Anteile an der Bank von General Electric übernommen und nach einem Squeeze-out der Minderheitsaktionäre mit der GE Bank aus Köln verschmolzen. Das neu entstandene Institut firmierte seit 2004 unter dem Namen GE Money Bank, deren Niederlassungen in Deutschland, Österreich und Finnland wiederum seit dem 1. Juli 2009 mit der Santander Consumer Bank verschmolzen sind.